# Rosalinda (telenowela)
Rosalinda – telenowela meksykańska z 1999 roku. W rolach głównych wystąpili Thalía i Fernando Carrillo. Role głównych antagonistów zagrały Nora Salinas i Lupita Ferrer.

## Fabuła
20 lat przed właściwym czasem akcji sekretarka Soledad Romero zostaje porwana przez José Fernando Altamirano, człowieka bogatego i wpływowego. Natychmiast w pościg rusza za nimi jego szwagier Alfredo del Castillo, za którego Soledad potajemnie wyszła za mąż. Dochodzi do strzelaniny, w wyniku której ginie José Fernando Altamirano. Winnym jest Alfredo, jednak Soledad postanawia wziąć winę na siebie. Zostaje skazana na 25 lat więzienia. Będąc w areszcie Soledad rodzi córkę – Rosalindę, którą jednak oddaje potajemnie pod opiekę swojej siostrze Dolores Romero de Pérez, której jedno z czworga dzieci właśnie zmarło. Dolores rejestruje dziecko jako swoje, nie mówiąc prawdy nikomu, nawet własnemu mężowi. 20 lat później Rosalinda wyrasta na piękną kobietę i podejmuje pracę w kwiaciarni. Nieświadoma swojej przeszłości, zakochuje się w Fernando José Altamirano del Castillo, synu człowieka, który 20 lat wcześniej porwał Soledad. Oboje zamierzają się pobrać. Tymczasem Dolores umiera, a jej siostra zostaje wypuszczona przedterminowo z więzienia. Nie chcąc nikomu wyjawiać prawdy Soledad przedstawia się rodzinie jako ciocia Martha, a swoją nieobecność tłumaczy pobytem za granicą. Stara się nie dopuścić do ślubu Rosalindy z synem człowieka przez którego znalazła się w więzieniu. Przyszła teściowa Rosalindy, Valeria del Castillo, matka Fernando José jest złą kobietą, która przez lata zaszczepiała nienawiść w swoim synu do Soledad – rzekomej zabójczyni jego ojca. Zdecydowanie sprzeciwia się ożenkowi jego syna z kobietą z niższych sfer. Sprawy komplikują się, gdy detektyw wynajęty przez Valerię do odnalezienia Soledad wyjawia wszystkim kim tak naprawdę jest ciocia Martha i że jest matką Rosalindy.

## Wersja polska
W Polsce telenowela była emitowana w telewizji TVN.
- Wersja polska dla TVN: ITI Film Studio
- Tekst: Marta Śliwińska
- Czytał: Piotr Borowiec

## Obsada
- Thalía - Rosalinda Del Castillo Romero de Altamirano / Rosalinda Pérez Romero/ Paloma Dorantes
- Fernando Carrillo - Fernando José Altamirano Del Castillo
- Lupita Ferrer - Valeria Del Castillo de Altamirano
- Nora Salinas – Fedra Pérez Romero
- Angélica María – Soledad Romero viuda de Del Castillo/Marta
- Laura Zapata – Verónica Del Castillo de Altamirano
- Esther Rinaldi – Abril Quiñones Del Castillo
- Adriana Fonseca – Lucía „Lucy” Pérez Romero
- Manuel Saval – Alfredo Del Castillo
- Miguel Ángel Rodríguez – Javier Pérez
- René Muñoz – Abuelo Florentino Rosas
- Jorge De Silva – Alberto „Beto” Pérez Romero
- Paty Díaz – Clarita Martínez
- Ninón Sevilla – Asunción
- Raúl Padilla „Chóforo” – Bonifacio
- Renata Flores – Zoila Barriga
- Víctor Noriega – Alejandro „Alex” Dorantes
- Elvira Monsell – Bertha Álvarez
- Anastasia – Alcira Ordóñez
- Eduardo Luna – Aníbal Rivera Pacheco
- Roberto „Flaco” Guzmán – Francisco Quiñones „El Miserias”
- Meche Barba – Angustias
- Sergio Reynoso – Agustín Morales
- Eugenio Bartilotti – Efrén
- Guillermo García Cantú – José Fernando Altamirano
- Fernanda Ruizos – Saira Montemayor
- Eva Calvo – Úrsula Valdez
- Emiliano Lizárraga – Ramiro
- Eduardo Liñán – Demetrio Morales
- Sara Luz – Becky Rosas
- Susana González – Luz Elena
- Tere López-Tarín – Natalia
- Tina Romero – Dolores Romero de Peréz
- Milagros Rueda – Celina Barriga (#1)
- Ivonne Montero – Celina Barriga (#2)
- Jessica Salazar – Pamela Iturbide
- Irma Torres – Julieta
- Julio Urreta – Ayala
- Liza Willert – Georgina
- Luz María Zetina – Luz María
- Alejandro Ávila – Gerardo Navarrete
- Juan Carlos Serrán
- Ricardo Vera
- Ismael Larumbe
- Úrsula Murayama
- Rafael Amador
- Jorge Pascual Rubio – Cosme
- Javier Ruán – Chuy
- Alberto Inzúa – Dr. Riveroll
- Ana María Aguirre – Enriqueta Navarrete
- Maricarmen Vela – Sor Emilia
- Sabine Moussier – Cristina
- María Morena – Luciana Díaz
- César Castro – Ismael
- Guadalupe Bolaños
- Blanca Torres
- Queta Lavat – dyrektorka więzienia
- Julio Monterde – Advocate
- Sara Montes – Sandra Pacheco de Rivera

## Nagrody i nominacje

### Premios TVyNovelas2000
| Kategoria                          | Nominowani             | Wynik     |
| ---------------------------------- | ---------------------- | --------- |
| Najlepsza antagonistka             | Nora Salinas           | Nominacja |
| Najlepsza aktorka pierwszoplanowa  | Angélica María         | Nominacja |
| Najlepszy aktor pierwszoplanowy    | Roberto „Flaco” Guzmán | Nominacja |
| Najlepszy aktor drugoplanowy       | Manuel Saval           | Nominacja |
| Najlepsza młoda aktorka            | Ivonne Montero         | Nominacja |
| Najlepsze objawienie wśród aktorów | Jorge de Silva         | Nominacja |